# (6439) Tirol
(6439) Tirol (1988 CV) – planetoida z pasa głównego asteroid okrążająca Słońce w ciągu 5 lat i 249 dni w średniej odległości 3,18 j.a. Została odkryta 13 lutego 1988 roku.